# Stuartina
Stuartina là một chi thực vật có hoa trong họ Cúc (Asteraceae).

## Loài
Chi Stuartina gồm các loài: